# Lithobius ribauti
Lithobius ribauti är en mångfotingart som beskrevs av Chalande 1907. Lithobius ribauti ingår i släktet Lithobius och familjen stenkrypare.
Artens utbredningsområde är Frankrike. Inga underarter finns listade i Catalogue of Life.